# Бокейординський район
Бокейорди́нський район (каз. Бөкей Орда ауданы, рос. Бокейординский район) — адміністративна одиниця у складі Західноказахстанської області Казахстану. Адміністративний центр — село Сайхін.

## Населення
Населення — 14480 осіб (2021; 16668 у 2009, 19507 у 1999, 18267 у 1989).

## Історія
В радянські часи район називався Урдинським.

## Склад
До складу району входять 7 сільських округів:
| Поселення                           | Площа, км² | Населення, осіб (1989) | Населення, осіб (1999) | Населення, осіб (2009) | Населення, осіб (2021) | Центр      | Населені пункти |
| ----------------------------------- | ---------- | ---------------------- | ---------------------- | ---------------------- | ---------------------- | ---------- | --------------- |
| Бісенський сільський округ          | -          | 3070                   | 3246                   | 3048                   | 2827                   | Бісен      | 4               |
| імені Теміра Масіна сільський округ | -          | 1327                   | 1483                   | 1388                   | 1134                   | Борлі      | 3               |
| Муратсайський сільський округ       | -          | 1351                   | 1546                   | 1202                   | 879                    | Муратсай   | 4               |
| Ординський сільський округ          | -          | 3178                   | 4071                   | 3393                   | 2770                   | Хан-Ордаси | 4               |
| Сайхінський сільський округ         | -          | 5714                   | 5464                   | 4690                   | 4789                   | Сайхін     | 4               |
| Саралжинський сільський округ       | -          | 1955                   | 1882                   | 1403                   | 997                    | Саралжин   | 1               |
| Уялинський сільський округ          | -          | 1672                   | 1815                   | 1544                   | 1084                   | Уяли       | 3               |

## Найбільші населені пункти
Населені пункти з чисельністю населення понад 1000 осіб:
| № | Населений пункт | Населення, осіб (1989) | Населення, осіб (1999) | Населення, осіб (2009) | Населення, осіб (2021) |
| - | --------------- | ---------------------- | ---------------------- | ---------------------- | ---------------------- |
| 1 | Сайхін          | 4296                   | 3996                   | 3686                   | 4312                   |
| 2 | Хан-Ордаси      | 1736                   | 1922                   | 1967                   | 2168                   |
| 3 | Бісен           | 1577                   | 1718                   | 1627                   | 1608                   |

## Транспорт
Дороги районного значення:
| Індекс   | Назва                      | Довжина, км |
| -------- | -------------------------- | ----------- |
| КL-ВК-1  | під'їзд до села Саралжин   | 26,3        |
| КL-ВК-2  | Сайхін — Шонай — Молодість | 50,4        |
| KL-ВК-3  | під'їзд до села Уяли       | 0,9         |
| KL-ВК-4  | під'їзд до села Борлі      | 9,1         |
| KL-ВК-5  | під'їзд до села Муртсай    | 18,5        |
| KL-ВК-6  | під'їзд до села Бісен      | 1,6         |
| KL-ВК-7  | Сайхін — кордон            | 14,9        |
| KL-ВК-8  | під'їзд до села Тайгара    | 0,9         |
| KL-ВК-9  | під'їзд до села Мамбет     | 3,5         |
| KL-ВК-10 | під'їзд до села Жарменке   | 13,5        |